# Dood van Samuel Seewald
Samuel Seewald (Giessen, 11 augustus 1997 - Amsterdam, 13 augustus 2020), eveneens bekend onder het pseudoniem Sammy Baker, was een Duitse influencer. In 2020 kwam Seewald, op dat moment onder invloed van drugs, na ingrijpen van de politie in Amsterdam om het leven.

## Incident
Op maandag 10 augustus 2020 reisde Seewald samen met een vriend vanuit Duitsland naar Amsterdam met de intentie om daar enkele dagen te verblijven. Gedurende de eerste avond in Nederland bezocht Seewald een coffeeshop, waar hij een viertal joints rookte en spacecake at. Later die avond, gaf Seewald aan niet terug naar het hotel te willen en keerde zijn vriend alleen terug naar hun hotel. Nadat Seewald op woensdag 12 augustus nog steeds spoorloos bleek, gaf deze vriend hem die dag bij de Amsterdamse politie als vermist op. Op donderdag 13 augustus had Seewald telefonisch contact met zijn inmiddels naar Amsterdam afgereisde moeder. Seewalds moeder begaf zich na het contact in de richting van Seewalds locatie. Kort nadat Seewald en zijn moeder elkaar troffen, zag Seewald echter een agent, waarna hij wegvluchtte.
Om 16:45 uur van diezelfde dag kwam bij de politie een melding binnen dat er in de Poeldijkstraat in Amsterdam Nieuw-West een man gewapend met een mes rond zou lopen. Bij aankomst van de politie vluchtte Seewald weg, maar liep daarbij een doodlopende binnentuin aan de Honselerdijkstraat in. Seewald toonde een mes en maakte hiermee snijdende bewegingen langs zijn polsen en reageerde niet op de instructie om zijn wapen te laten vallen. Nadat agenten pepperspray in zijn gezicht hadden gespoten, plaatste Seewald het mes op zijn keel. De agenten sommeerden hem opnieuw het mes neer te leggen en boden aan hem te helpen. Ondanks herhaalde waarschuwingen om stil te blijven staan, liep Seewald op enig moment traag, met het mes in hand, op de agenten af. Hierop liet de politie een politiehond los, maar die liep Seewald voorbij, waarna een worsteling met de toegesnelde agenten ontstond. Nadat Seewald enkele stekende bewegingen richting de hals en het bovenlichaam van de agenten maakte, gebruikten twee agenten vrijwel gelijktijdig hun politiepistool. Zij raakten Seewald elk met twee kogels. Het gehele incident, tussen aankomst en het lossen van de schoten, vond plaats in een tijdsbestek van ongeveer vijftien minuten.

## Nasleep
In Duitsland waren er in 2020 protest- en herdenkingsmarsen: op 5 september ongeveer 220 mensen in Seewalds woonplaats Wetzlar en op 5 september ruim honderd mensen in Giessen.
Het Openbaar Ministerie concludeerde op 17 mei 2021 dat de betrokken agenten uit noodweer handelden en besloot niet tot vervolging over te gaan. Het OM motiveerde het sepot met de stelling dat er op het moment van schieten geen veilig alternatief meer voorhanden was. Seewald zou niet op de herhaalde aanroepen, de pepperspray of getrokken vuurwapens hebben gereageerd en desondanks met een mes op de agenten zijn ingelopen.
Op 13 augustus 2021, een jaar na de dood van Seewald, was er in Amsterdam een demonstratie om hem en anderen te herdenken die bij of na hun aanhouding overleden. Ongeveer honderd mensen liepen van de Dam naar de plaats waar Seewald overleed, met leuzen tegen politiegeweld en de tekst Justice for Sammy. Onder andere Sammy's moeder en een vertegenwoordiger van de mensenrechtenorganisatie Control Alt Delete voerden het woord.
Op 18 juni 2022 berispte het Klachtencommissie in zijn uitspraak de Amsterdamse politiechef Frank Paauw voor zijn uitlatingen in dagblad Het Parool van 15 augustus 2020 dat "een van de betrokken agenten door de verdachte met een mes in het vest was gestoken". Na het forensisch onderzoek bleek dat het vest geen steekwonden vertoonde. De politiechef had "niet met voldoende voortvarendheid gehandeld in deze uiterst gevoelige zaak, bijvoorbeeld door feiten te noemen in plaats van bronnen te citeren", oordeelde de commissie. Paauw "had zich bewust moeten zijn van het effect dat dergelijke feitelijke aantijgingen in de media kunnen hebben". Volgens de commissie was het een "bewuste keuze" van Paauw om zich in de media uit te spreken en waren zijn woorden "te drastisch". Volgens de ouders beïnvloedde de politiechef de publieke opinie met "onware verklaringen" terwijl het onderzoek van de rijksrecherche nog gaande was. Daarmee zou hij de goede naam en eer van hun zoon hebben aangetast. Paauw reageerde ook te laat op de klacht die de ouders van Seewald tegen hem hadden ingediend.
Het onderzoeksbureau Forensic Architecture, een onafhankelijke non-profitorganisatie van Goldsmiths University of London, zal de casus samen met het Duitse partnerbureau Forensis analyseren. Een tentoonstelling van de resultaten is gepland voor september 2023 in Amsterdam.
Het onderzoeksbureau Forensic Architecture, een onafhankelijke non-profitorganisatie van Goldsmiths University of London, analyseerde de zaak samen met het Duitse partnerbureau Forensis. Het resultaat - dat op 28 september 2023 werd uitgezonden in het tv-programma Argos op de Nederlandse televisiezender NPO2 - is dat Seewald zich in de momenten vlak voor zijn dood niet in een positie bevond die een bedreiging vormde voor de agenten. Hij lag op de grond, op zijn rug; niemand anders lag bij hem op de grond. Bovendien concludeerde het bureau dat het gedrag van de agenten in de minuten voorafgaand aan de dood van Seewald de situatie verergerde in plaats van deze te deëscaleren. De verklaringen van de agenten over belangrijke delen van het verhaal, waaronder het gevaar dat Sammy vormde, komen niet overeen met het videobewijs. De handler viel niet op de grond met Seewald. Seewald zwaaide niet met zijn mes naar de agenten toen hij naar hen toe liep. Als de agenten op enig moment een stap achteruit hadden gedaan toen Seewald op de grond lag, hadden ze zich kunnen verwijderen van elk potentieel gevaar."
De rechtszaak zal naar verwachting in het voorjaar van 2024 beginnen.
Naar aanleiding van nieuwe feiten, waaronder de analyse door Forensic Architecture en drie deskundigenrapporten die zijn opgesteld als onderdeel van de civiele procedure, hebben de ouders van Seewald op 19 januari 2024 een strafklacht ingediend tegen de politieagenten die betrokken waren bij de operatie in Amsterdam - voor doodslag, zwaar lichamelijk letsel met de dood tot gevolg en onvrijwillige doodslag. Een ander openbaar ministerie werd gevraagd de zaak te behandelen, omdat de ouders van Seewald twijfelden aan de onafhankelijkheid van het Amsterdamse openbaar ministerie.